# Едвард Десемдт
Едвард Десемдт (нід. Edward De Smedt) —  бельгійський винахідник, котрий емігрував до Сполучених Штатів Америки. Був одним з винахідників асфальтового покриття.
Едвард Десемдт 31 травня 1870 року отримав патент на штучний асфальт під назвою асфальтове покриття. Його ще називають французьким асфальтовим покривом. Уперше його було використано в 1870 році для покриття вулиці Вільямстріт в Ньюарку, штат Нью-Джерсі. Після цього Десемдт розробив більш важкий тип асфальтового покриття, щоб його можна було також застосовувати як покриття для автомобільних доріг. Цей варіант асфальту вперше використали 1872 року для покриття Батарейного парку на П'ятій авеню в Нью-Йорку.